# Église épiscopalienne Saint-Philippe de Tucson
L'église épiscopalienne Saint-Philippe (en anglais : St. Philip's in the Hills Episcopal Church) est une église historique de Tucson, en Arizona.
Elle a été construite en 1936 par l'architecte Josias Joesler (en) et ajouté au registre national des lieux historiques en 2004.